# فومارات صوديوم
فومارات صوديوم مركب كيميائي له الصيغة Na2C4H2O4 ، ويكون على شكل بلورات بيضاء، وهو ملح الصوديوم لحمض الفوماريك.
يستخدم في الإضافات الغذائية وله الرقم E365 .